# 7 Pułk Kirasjerów Cesarstwa Austriackiego
7 Pułk Kirasjerów Cesarstwa Austriackiego (niem. 7. Kürassier-Regiment) – jeden z austriackich pułków kawalerii okresu Cesarstwa Austriackiego.
Okręg poboru: 1781: Morawy and Śląsk, 1817: Bohemia.
Podczas wojny polsko-austriackiej w 1809 wchodził w skład Brygady Kirasjerów Sebastiana Spetha w Dywizji Kawalerii Karla Augusta von Schaurotha. Posiadał 6 szwadronów a jego dowódcą był Lothringen.

## Wcześniejsza nomenklatura
- 1769: 21 Pułk Kawalerii
- 1780: 19 Pułk Kawalerii
- 1789: 21 Pułk Kawalerii
- 1798: 7 Pułk Kirasjerów

## Garnizony

### Przed powstaniem Cesarstwa
- 1787-1788: Rákos-Palota
- 1790: Nagy-Patak
- 1792: Csaba
- 1794-1795: Wiedeń
- 1798-1799: Bechin
- 1801: Nagy-Patak
- 1803: Ungvár

### Po powstaniu Cesarstwa
- 1804-1805: Sáros-Patak
- 1806: Gródek
- 1807: Kraków (Krakau)
- 1808-1809: Żółkiew
- 1810: Sambor
- 1811-1813: Grosswardein
- 1814-1815: Klatovy (Klattau), Grosswardein
- 1816-1823: Kecskemét